# Catalogus Muscorum
Catalogus Muscorum (abreviado Cat. Musc.) es un libro con ilustraciones y descripciones botánicas que fue escrito por el médico y naturalista inglés Richard Spruce. Fue publicado en Londres en el año 1867 con el nombre de Catalogus Muscorum fere Omnium quos in Terris Amazonicus et Andinis, per Annos 1849--1860, legit Ricardus Spruceus.